# Rachael Sporn
Rachael Pamela Sporn (Murrayville, 26 de mayo de 1968) es una exjugadora de baloncesto australiana. Consiguió cuatro medallas en competiciones internacionales con Australia.